# Somerville (Alabama)
Somerville – miasto w Stanach Zjednoczonych, w stanie Alabama, w hrabstwie Morgan. W roku 2023 miasto zamieszkiwało 817 osób, a gęstość zaludnienia wynosiła 314,2 osoby/km².